# Alcabideche
Alcabideche é uma povoação portuguesa sede da Freguesia de Alcabideche do Município de Cascais, freguesia com 39,77 km² de área e 44 165 habitantes (censo de 2021), tendo, por isso, uma densidade populacional de 1 110,5 hab./km².

## Demografia
A população registada nos censos foi:
Nota: Pela Lei nº 447, de 18 de setembro de 1915 foram desanexados lugares desta freguesia para constituir a freguesia do Estoril.
| Ano  | 0-14 Anos | 15-24 Anos | 25-64 Anos | > 65 Anos |
| 2001 | 4985      | 4628       | 17902      | 4286      |
| 2011 | 7024      | 4914       | 23581      | 6643      |
| 2021 | 6687      | 5235       | 23299      | 8944      |

## História
Alcabideche foi habitada por diversos povos, de origens e culturas ibérica, romana e árabe. Depois dos romanos, a presença da civilização árabe foi particularmente marcante. Segundo alguns toponimistas, crê-se que Alcabideche provém de uma palavra árabe, “al-qabdaq”, que significa “fonte de água”, atribuindo-o à existência de duas grandes fontes desta localidade, a “da vila que é muito diurética e cura a dor de pedra e a de fartapão que cura a diarreia.”
No período do domínio árabe, a população era essencialmente rural. Sobre isto se debruça o poeta luso-árabe do século XI, Ibn Mucana, que nasceu e viveu em Alcabideche. “Ó tu que vives em Alcabideche, oxalá nunca te faltem, nem grãos para semear, nem cebolas, nem abóboras, se és homem de decisão precisas de um moinho, que funcione com as nuvens sem necessidade de regatos.”
O crescimento de Cascais para fora das muralhas do primitivo castelo obrigou à criação da freguesia de São Vicente de Alcabideche em 1841.

## Política
A freguesia de Alcabideche é administrada por uma junta de freguesia liderada por José Filipe Ribeiro do movimento Viva Cascais - coligação PSD / CDS/PP.
Existe uma assembleia de freguesia, que é o órgão deliberativo, constituída por 19 membros.
A lista mais representada na Assembleia de Freguesia é a da coligação Viva Cascais (PSD/CDS-PP), com 10 membros (maioria absoluta), seguida do PS com 7, da CDU com 1, e do Bloco de Esquerda também com 1.
O Presidente da Assembleia de Freguesia é Rui Paulo Costa, ex-Presidente da Junta.
Os porta voz das bancadas são:
- PSD Jorge Roquette Cardoso
- CDS/PP Paulo Dinis Santos
- PS Marta Ruivo Machado

| Órgão                   | PSD / CDS/PP | PS | CDU | BE |
| Assembleia de Freguesia | 10           | 7  | 1   | 1  |

## Património
- Moinho de Vento da Freguesia de Alcabideche
- Moinhos de Vento de Alcabideche
- Ermida de Nossa Senhora da Conceição de Porto Côvo
- Villa romana do Alto do Cidreira
- Azenha de Atrozela
- Quinta de Manique ou Casa da Quinta de Manique ou Palácio de Manique ou Casa da Quinta do Marquês das Minas ou Quinta do Marquês de Minas
- Cemitério Visigótico de Alcoitão

## Escolas
A freguesia de Alcabideche possui 5 escolas de ensino público que são:
- Escola Básica N.º 2 de Alcabideche
- Escola EB1/JI Alto da Peça
- Escola Básica dos 2.º e 3.º Ciclos de Alcabideche
- Escola Básica e Secundária Ibn Mucana
- Escola Secundária 2, 3 de Alvide
- Escolas Básica N.º 1, 2 e 3 de Alcoitão (Nº1 foi rebatizada como Escola Básica Bruno Nascimento e Nº3 como Escola Básica Malangatana)

## Povoações
Além da sede, a Freguesia de Alcabideche engloba as seguintes localidades:
- Abuxarda
- Douroana
- Alcoitão
- Atrozela
- Alvide
- Amoreira
- Atibá
- Bicesse
- Cabreiro
- Charneca
- Janes
- Murches
- Malveira da Serra
- Manique de Baixo
- Pau Gordo
- Zambujeiro